# Kong Myung-Kyu
Kong Myung-Kyu (nacido el 9 de octubre de 1957) es un bailarín surcoreano, difusor del tango en Corea del Sur. También se desempeñó como golfista profesional y maestro de taekwondo.

## Carrera
En 1980, Kong Myung-kyu cruzó a Argentina como instructor de taekwondo, dirigiendo al equipo nacional y sirviendo como instructor en la Academia Militar del Ejército Argentino. También se inició como golfista profesional y logró posicionarse en el sexto lugar del ranking de premios en metálico de la PGA de Argentina.
En 1996, Kyeong Myeong-gyu se convirtió en el primer asiático en obtener el título de "Maestro de Tango". Este título es una distinción difícil de obtener, otorgada a aquellos que, tras haber adquirido la capacidad de actuar en el escenario amateur, han acumulado experiencia y habilidad, y son reconocidos por sus colegas bailarines. Que un asiático recibiera este título fue un acontecimiento digno de mención.
En 1997, Kong Myung-kyu dejó atrás su estable vida en Argentina y regresó a Corea para comenzar a difundir el tango. Hasta hoy, diez años después, sigue siendo una figura destacada en la popularización del tango.

## Historia

### Década de 1980
- Instructor de Taekwondo en la unidad de seguridad presidencial de Argentina, representante nacional y en la Academia Militar del Ejército, y en la Policía Federal ('80).

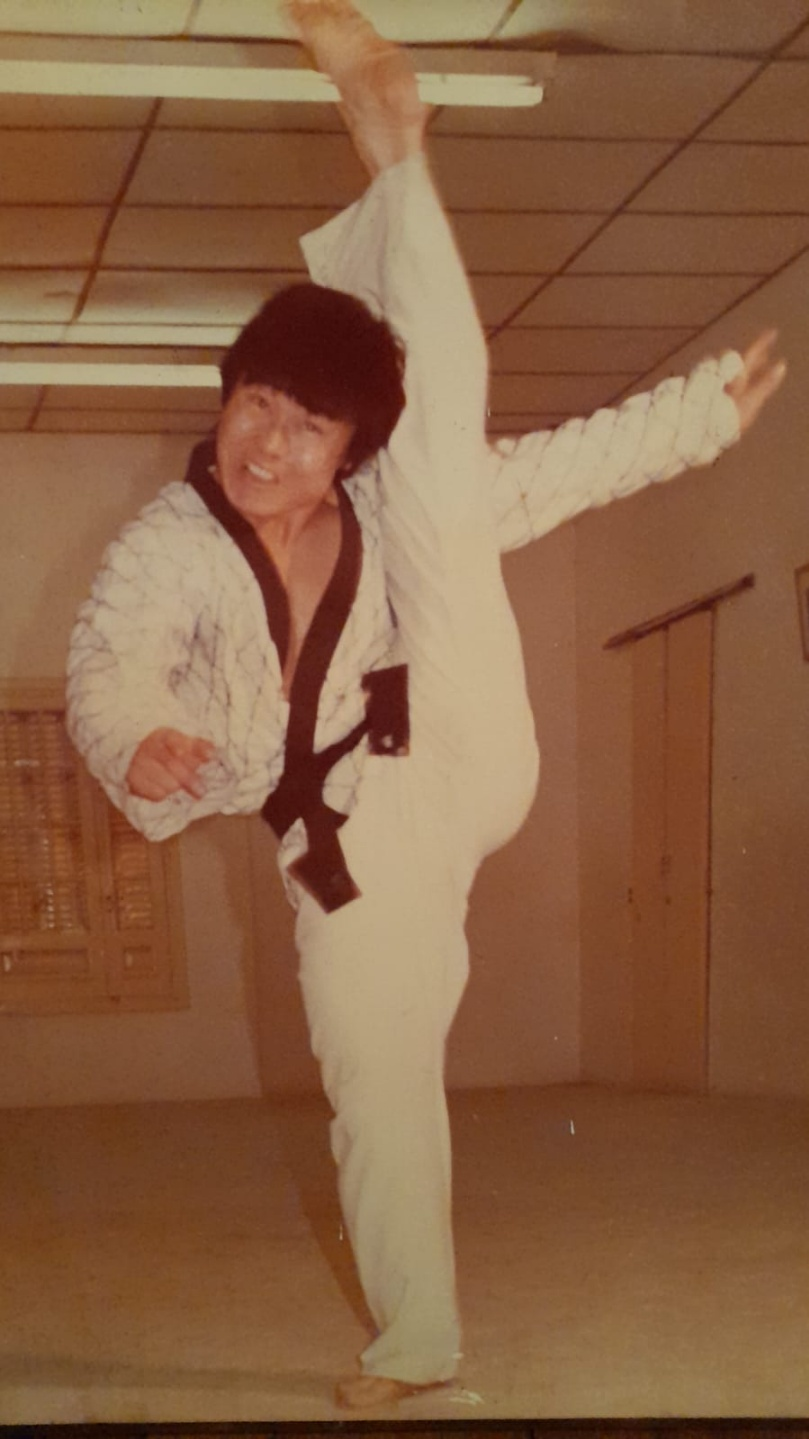
Instructor de Taekwondo

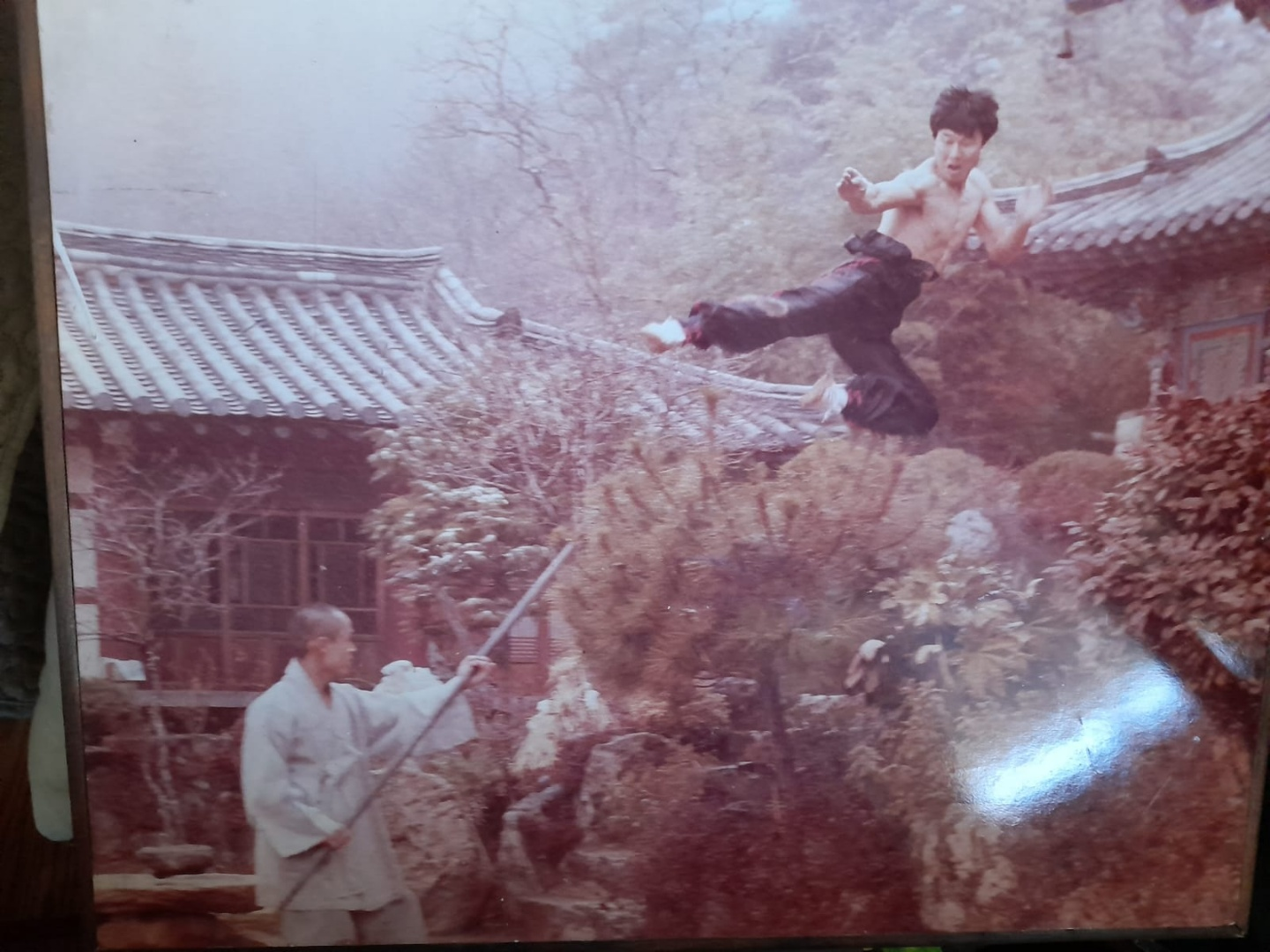
En entrenamiento de Kung Fu

- Participación en la Guerra de las Malvinas y recibió una condecoración del Presidente Galtieri ('81).
- Sirvió como director técnico de Taekwondo para el equipo nacional de Ecuador ('83).
- Actuó como director en el 6.º Campeonato Mundial de Taekwondo en Dinamarca ('83).
- Recibió tres veces una distinción de la Asociación de Deportes de Argentina ('86).
- Ganó el premio al Mejor Amateur en el Campeonato Sudamericano de Golf (tres veces consecutivas '86, '87, '88).
- Fue el primer asiático en obtener una licencia profesional de golf en Argentina (jugador activo en el PGA Tour).
- Estudió golf profesional en los Estados Unidos y participó en el PGA TOUR ('89).

### Década de 1990
- El primer asiático en obtener el título de Maestro de Tango Argentino ('96)

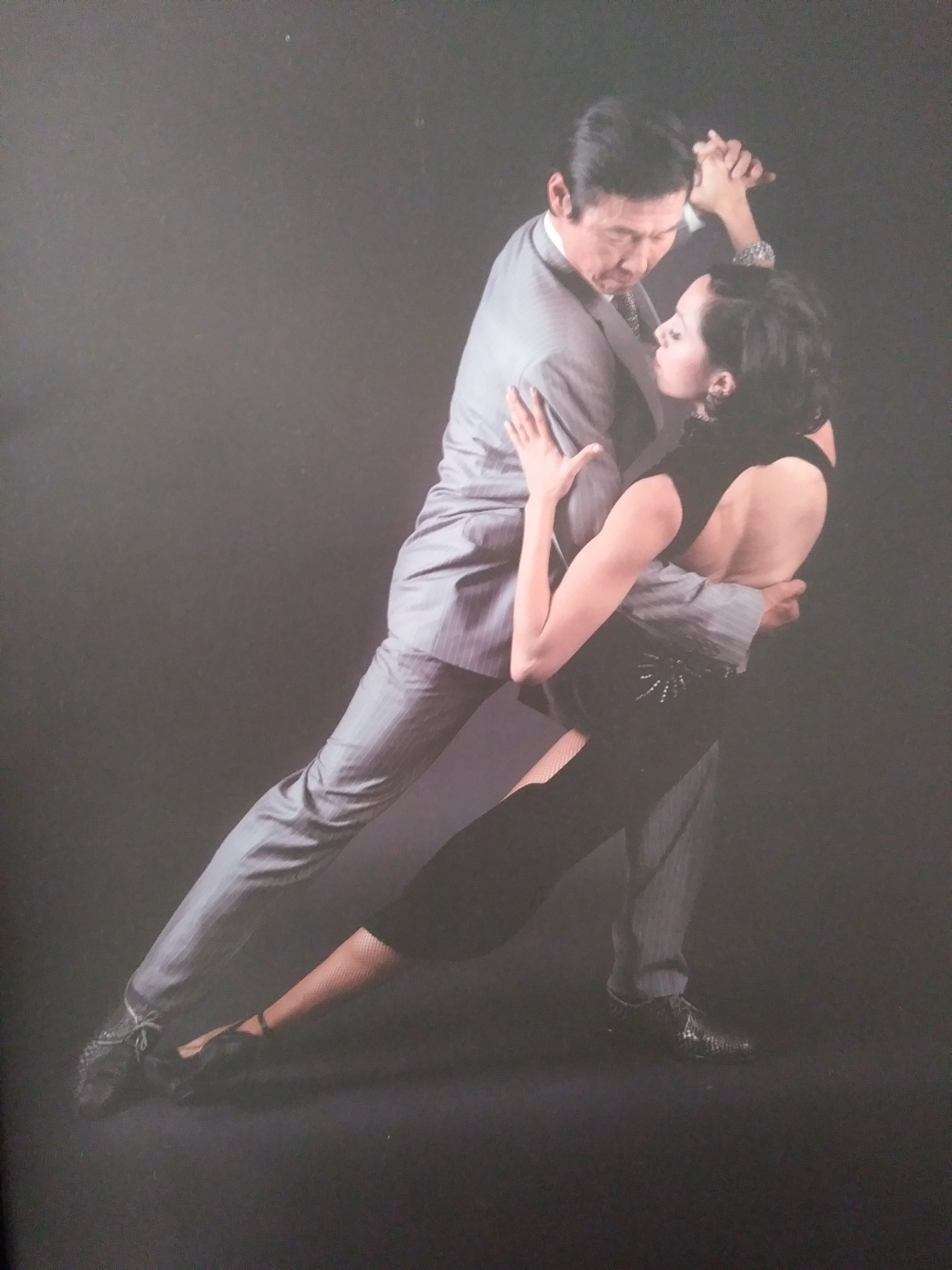
Maestro de Tango

### Década de 2000
- Fue el primer asiático en actuar en el Salón Cervantes de Argentina, una de las tres mejores salas de espectáculos del mundo (2004)
- Aparición en el Human Theatre de KBS2 'Kong Myung-kyu's Tango Arirang 5-episode' (noviembre de 2004) [1]
- Nombrado embajador de relaciones públicas de Argentina ('06) [2]
- Completó el curso para ejecutivos globales de jefes de IMI de la Federación de Industrias Coreanas (2006)
- Finalización del segundo curso de cultura y artes de alto nivel de la Federación de Industrias Coreanas (2008)
- La Corea de Kim Dong-gun. Apareció en el episodio coreano Tango Diplomat - Kong Myung-kyu ('09)
- Aparición en SBS Star King y muchos más ('09) [3]

### Década de 2010
- Obtuvo la calificación de golfista profesional W.PGA ('11)
- Se están llevando a cabo una serie de actividades para ampliar la base del tango nacional.
- Fundación de la Asociación de Intercambio Cultural de Tango Corea-Argentina y toma de posesión de su presidente (19 de octubre de 2019)
- Toma de posesión del director vitalicio de la Asociación Argentina de Golf (4 de mayo de 2018) [4]

### Presentaciones en vivo
- 2007 Actuación de tango original argentino en Corea Fever Tango

Kong Myung-kyu celebró el décimo aniversario de la introducción del tango tradicional argentino en Corea con la producción del espectáculo Fever Tango. Es inusual que un bailarín coreano organice una compañía de baile con los mejores bailarines y músicos locales de Argentina para crear una auténtica presentación de tango. Para este proyecto, 11 bailarines de tango de renombre en Argentina y 6 músicos aceptaron la invitación de participar de Kong Myung-kyu. Fever Tango es el primer espectáculo de tango en el mundo dirigido y producido por un coreano, con Kong Myung-kyu a cargo de la planificación, dirección y actuación. La producción se presentó en el Aram Nuri Aram Theater de Goyang y en varios otros lugares.
- 2007 Actuación por invitación de la KBS de Daejeon de Fever Tango de Kong Myung-kyu
- Transmisión de KBS de diciembre de 2007 de Fever Tango de Kong Myung-kyu>
- En septiembre de 2008, 10 artistas mundiales fueron invitados a actuar en el edificio de la Asamblea Nacional para conmemorar el 60.º aniversario de la fundación de la República de Corea.
- 2009 Actuación de tango original argentino en Corea Actuación de Fever Tango 2